# Uferstraße 20 (Wuppertal)

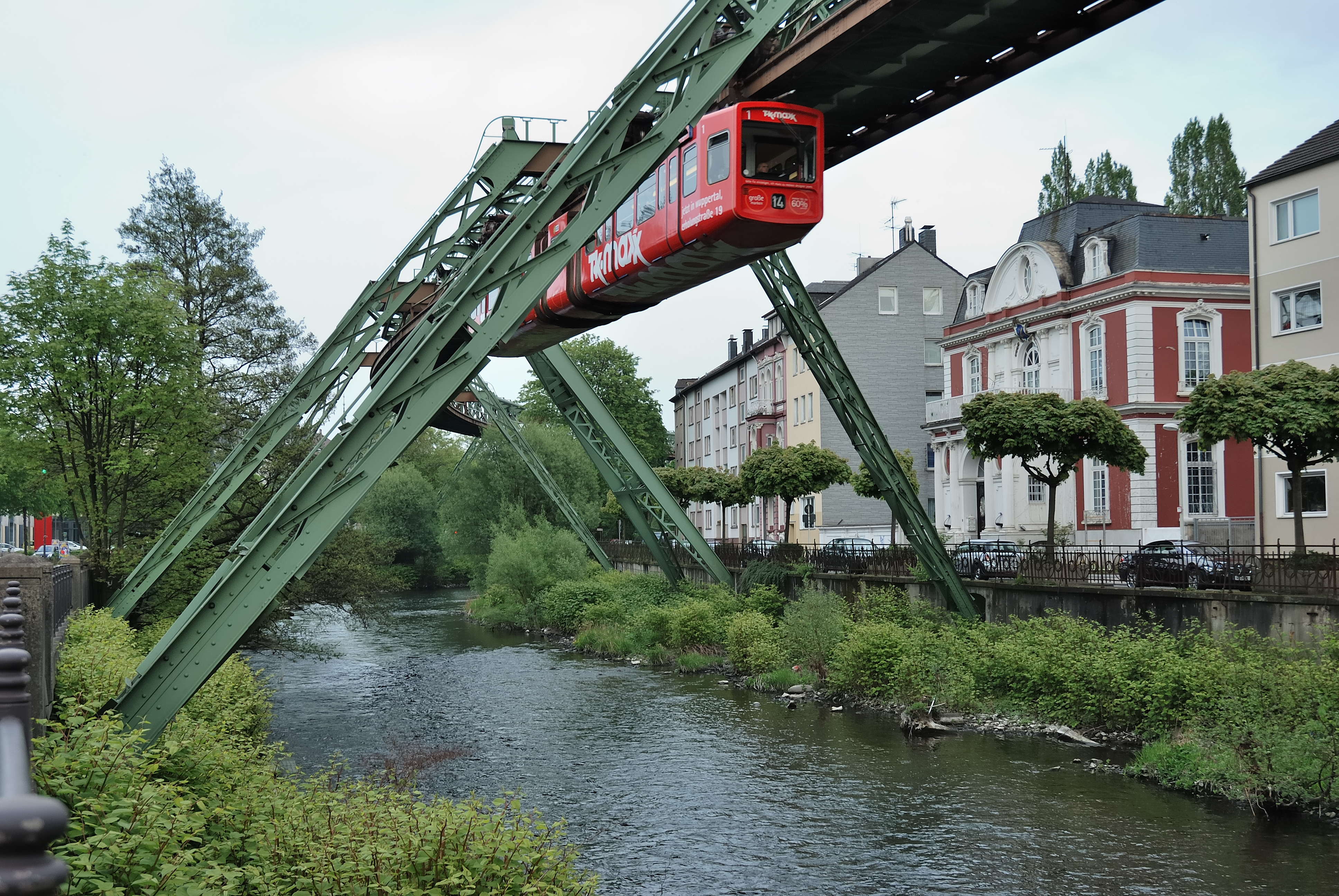
Villa Uferstraße 20

Die Villa Uferstraße 20 liegt im Wuppertaler Stadtbezirk Heckinghausen. Sie liegt an der Uferstraße unmittelbar an der Wupper und ist eine der letzten erhaltenen Villen, die repräsentativ und mit Blick zum Fluss liegen.

## Baubeschreibung

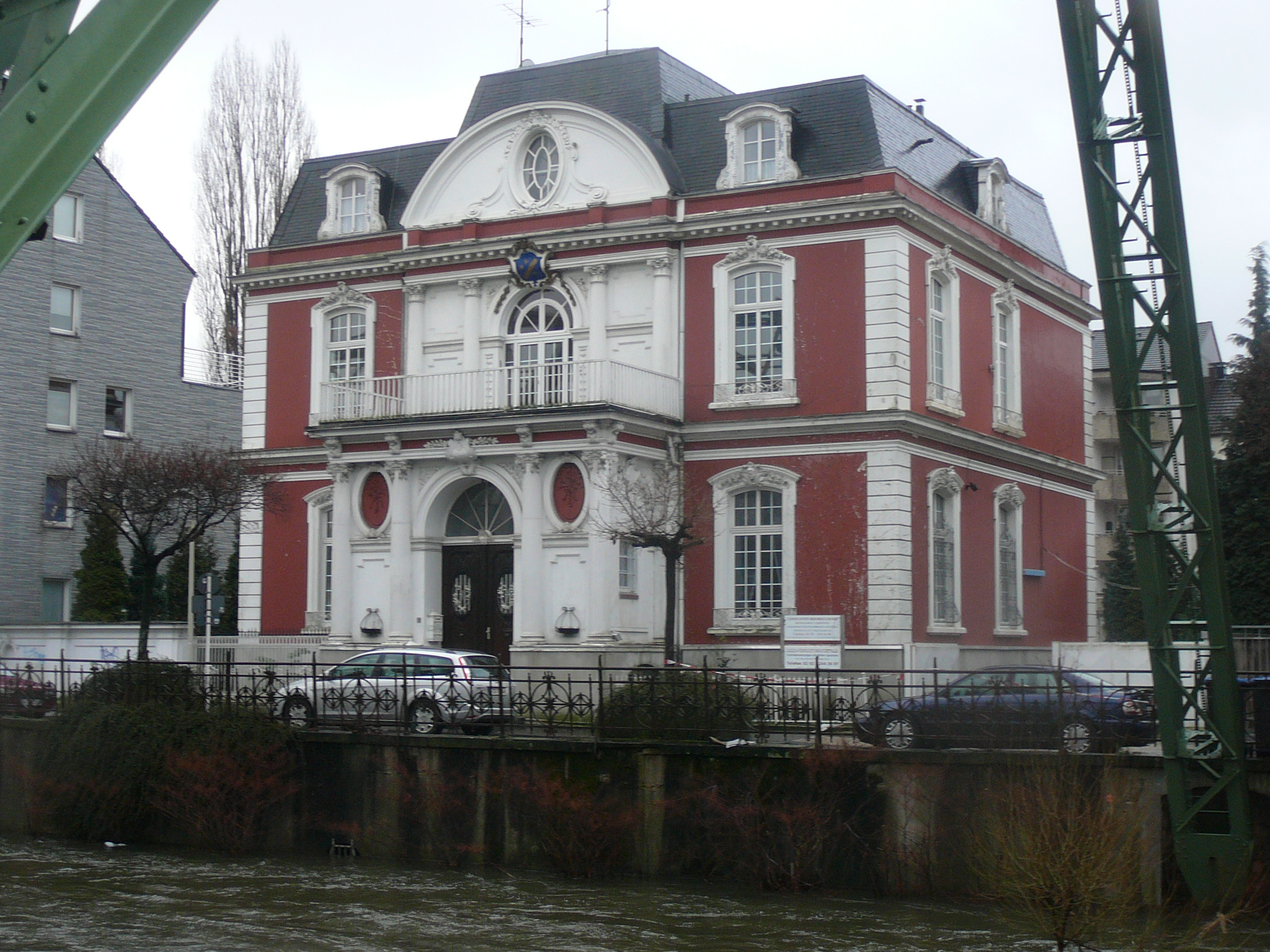
Villa Uferstraße 20

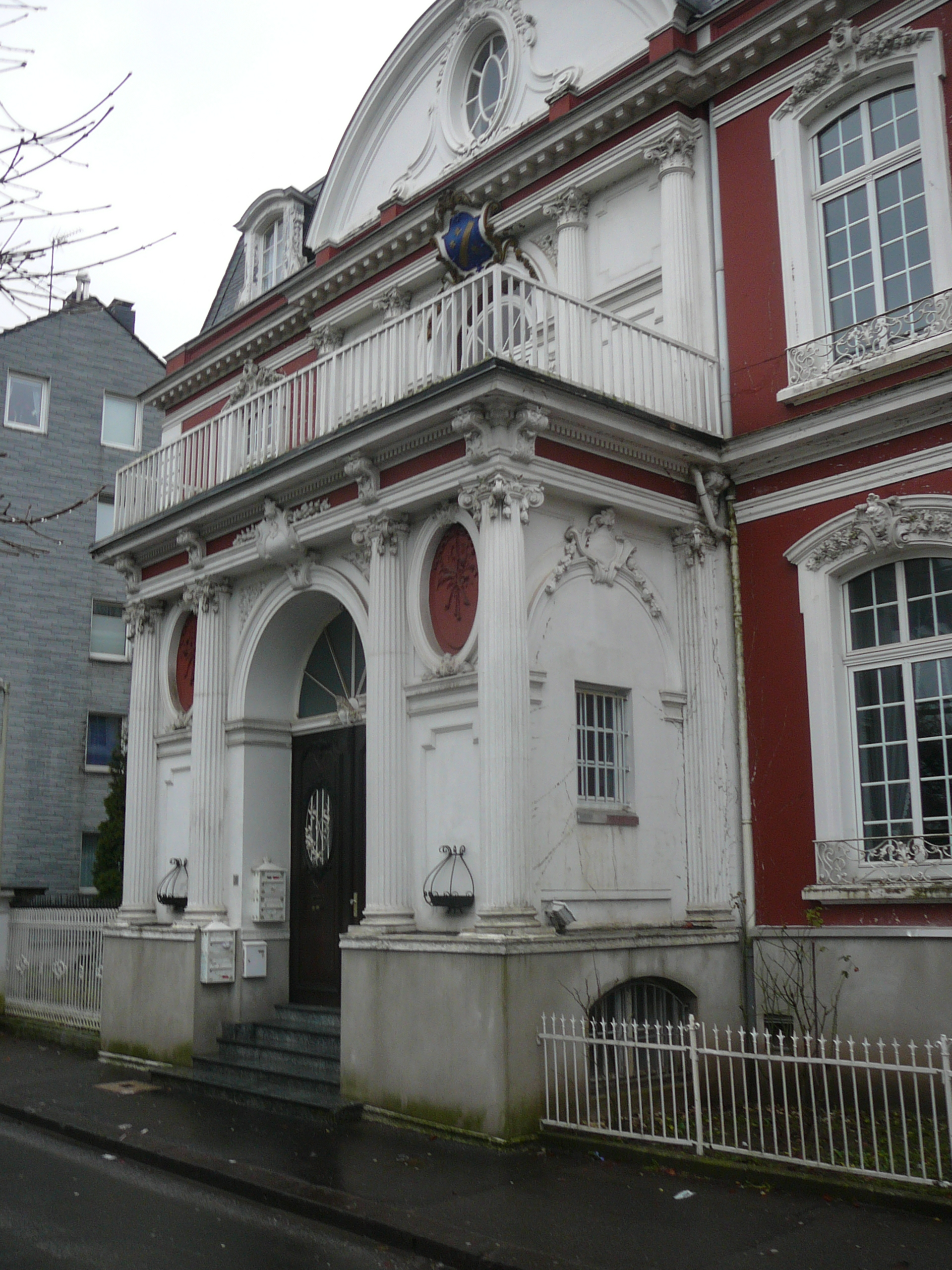
Portikus der Villa Uferstraße 20

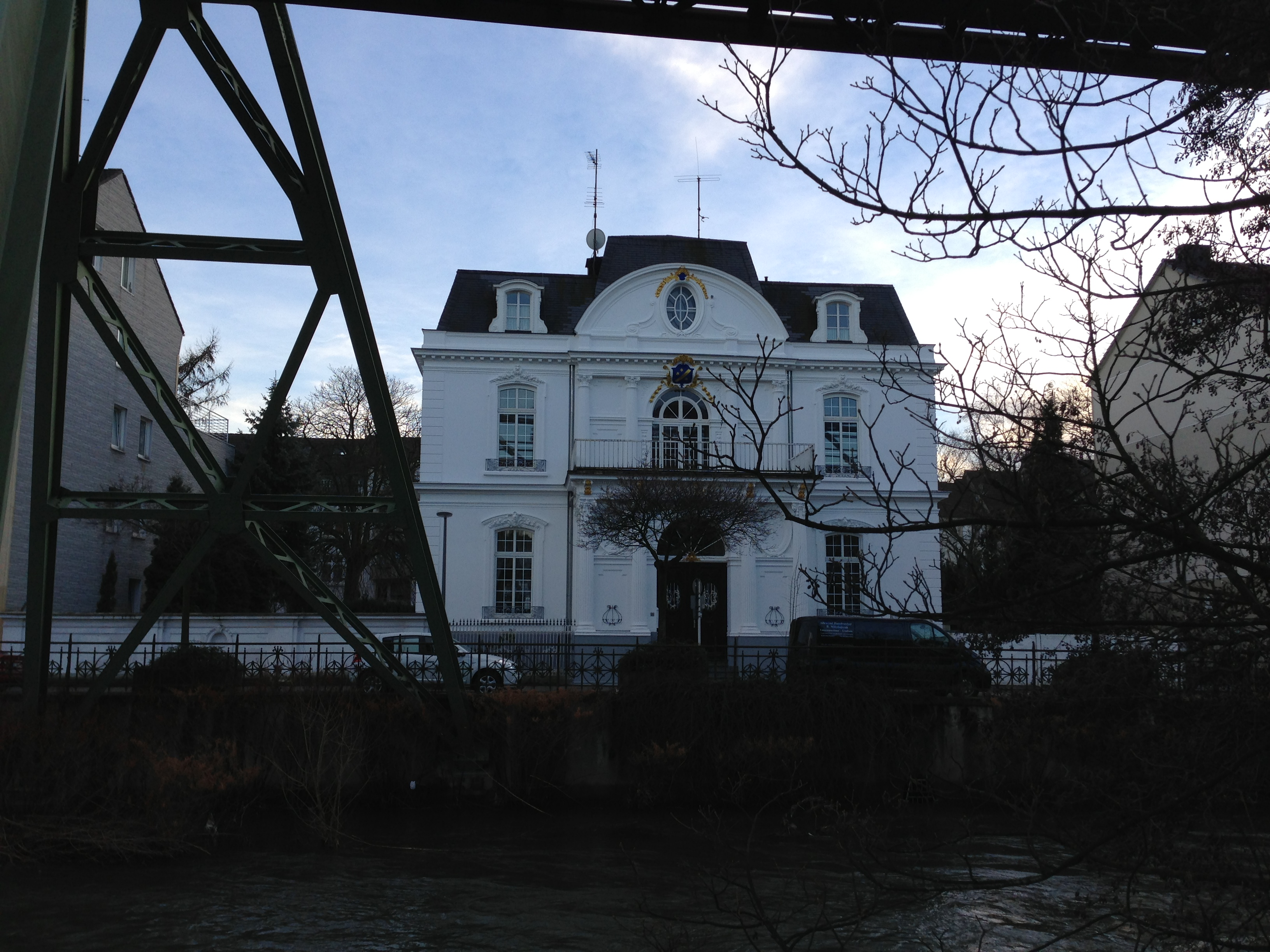
Die Villa mit neuer, weiß gestrichener Fassade

Die zweigeschossige Villa wurde um 1890 errichtet. Fünf Stufen führen zu dem auf acht Säulen ruhenden Portikus hinauf. Das Gebäude erhebt sich auf einem nahezu quadratischen Grundriss auf einem hohen Sockel und ist mit einem abgewalmten und verschieferten Mansarddach ausgestattet. Die Fassade ist in einer auffälligen rot-weißen Farbkombination gehalten. 
Die Schauseite zur Uferstraße ist dreiachsig ausgeführt, wobei der mittlere Teil als Risalit sehr aufwändig mit einem weit vorstehenden Portikus im Erdgeschoss und mit Pilastern betont ist. Im Obergeschoss tragen vier Halbsäulen einen dem Dach verblendeten Segmentgiebel mit einem ovalen Fenster. Reiche Stuckdetails in den Formen des späten 18. Jahrhunderts sind zahlreich vorhanden. Die profilierten Gewände der Stichbogenfenster sind mit Fruchtgehängen, Puttenköpfen oder besonders gestalteten Schlusssteinen geschmückt. 
Im Mansarddach befinden sich nach Süden vier, zur Ost- und Westseite je eine Dachgaube. Nach Norden befinden sich zwei Dachgauben neben dem Segmentgiebel.
Die Rückseite des Gebäudes ist im Erdgeschoss dreiachsig ausgeführt, wobei auch hier die mittlere Achse stark durch einen Vorbau mit Rundbogenfenster vorspringt. Das Obergeschoss ist hier vierachsig ausgeführt, die beiden mittleren Achsen sind zusammengefasst. Die Ausführungen der Fassade auf der Rückseite sind schlichter gehalten als auf der Vorderseite.

## Geschichte
Zur Zeit des Nationalsozialismus wurde die Villa von der SA benutzt. Womöglich mag dies auch ein Grund gewesen sein, dass die Villa in dem heutigen Zustand noch erhalten und bei den Luftangriffen auf Barmen und den folgenden Bränden nicht zerstört worden ist. Es wurde berichtet, dass die Kräfte der Feuerwehr bei der Brandbekämpfung sich bevorzugt um dieses Bauwerk kümmerten.
Nach dem Zweiten Weltkrieg diente die Villa als Krankenstation der Bereitschaftspolizei.
Die Villa wurde als Baudenkmal am 4. Januar 1985 in die Denkmalliste der Stadt Wuppertal eingetragen.
In dem Gebäude ist seit 1997 eine Kanzlei eines Rechtsanwalts ansässig.
Am Tag des offenen Denkmals 2010 zeigte das Besucherpublikum starkes Interesse an dem Gebäude.
2012 wurde die Fassade neu gestrichen, die Villa zeigt sich nun in einem einheitlichen weiß.